# Ротилештиј Мари (Вранча)
Ротилештиј Мари (рум. Rotileștii Mari) насеље је у Румунији у округу Вранча у општини Кампури. Oпштина се налази на надморској висини од 400 m.

## Становништво
Према подацима из 2002. године у насељу је живело 359 становника, од којих су сви румунске националности.